# Moseby Præstegård
Moseby Præstegård er en præstegård, der ligger i Moseby på Falster omkring 2 km sydøst for Aastrup Kirke i Guldborgsund Kommune. Det er en bindingsværksbygning med stråtækt tag, der kan dateres tilbage til 1590'erne, mens det nuværende udseende stammer fra en renovering i 1770 samt senere tilføjelser.
Det firlængede kompleks blev fredet i 1945.
I 2016 blev gården stemt ind som Danmarks smukkeste præstegård i en afstemning arrangeret af Bygningskulturens Hus. Præstegården har en stor anlagt have med mange eksotiske træer, en sø, frugthave og rosehave.

## Historie
Til forskel fra de fleste landlige sogne i Danmark ligger præstegården i Åstrup Sogn ikke umiddelbart i nærheden af sognekirken. Den ligger overfor gadekærret i Moseby omkring 2 km sydøst for Åstrup Kirke.
Den blev sandsynligvis flyttet til sin nuværende lokation af Theofilus Sadolin i 1596, hvilket baseres på at et stykke tømmer der er blevet fjernet fra porten med indskriptionen "1596" og et bibelcitat på latin. Man mener den oprindeligt har siddet over hovedindgangen i hovedbygningen.
Præstehave blev anlagt omkring år 1800.
Bygningen blev renoveret i 1900-tallet, og der blev installeret elektricitet i 1912.
I 1945 blev bygningen fredet. Det blev installeret centralvarme i 1950'erne.
I 2016 blev Moseby Præstegård stemt ind som den smukkeste præstegård i Danmark i en afstemning arrangeret af Bygningskultur Danmark.